# Oncella
Oncella é um género botânico pertencente à família Loranthaceae.